# Varangerfjord
De Varangerfjord is een fjord in de provincie Troms og Finnmark in het noordoosten van Noorwegen. Het is de meest oostelijke fjord van Noorwegen. Hij is ongeveer 100 kilometer lang. De monding ligt tussen de stad Vardø in het noorden en de gemeente Sør-Varanger in het zuiden en is ongeveer 70 kilometer breed. De fjord baant zich door het landschap een weg naar het westen tot aan Varangerbotn, het administratieve centrum van de gemeente Nesseby. In Kirkenes mondt de rivier Pasvikelva uit in de Varangerfjord.